# Урбанист
Урбанист е специалист, който работи в сферата на градоустройството и градското планиране.
Кралският Институт по Градоустройство в Лондон е най-старата професионална организация на специалистите по градско планиране, основана през 1914 г., а Ливърпулският университет създава първото специализирано училище по планиране в света през 1909 г., последвано от Харвардския университет през 1924 г. Съществуват доказателства за урбанисти още от Античността в древните градове в Египет, Китай, Индия и Средиземноморието. Например Хиподам често бива наричан „баща на градоустройството“ от мнозина експерти, включително и Аристотел в Никомахова етика, книга II.